# Tveit
Tveit är en tätort och kyrkby i Kristiansands kommun i Agder fylke i södra Norge. Orten ligger vid riksväg 41 och Tovdalselva i den nordöstra delen av kommunen. Här finns Tveits kyrka.
Orten utgjorde tidigare centralort i dåvarande Tveits kommun i Vest-Agder fylke.

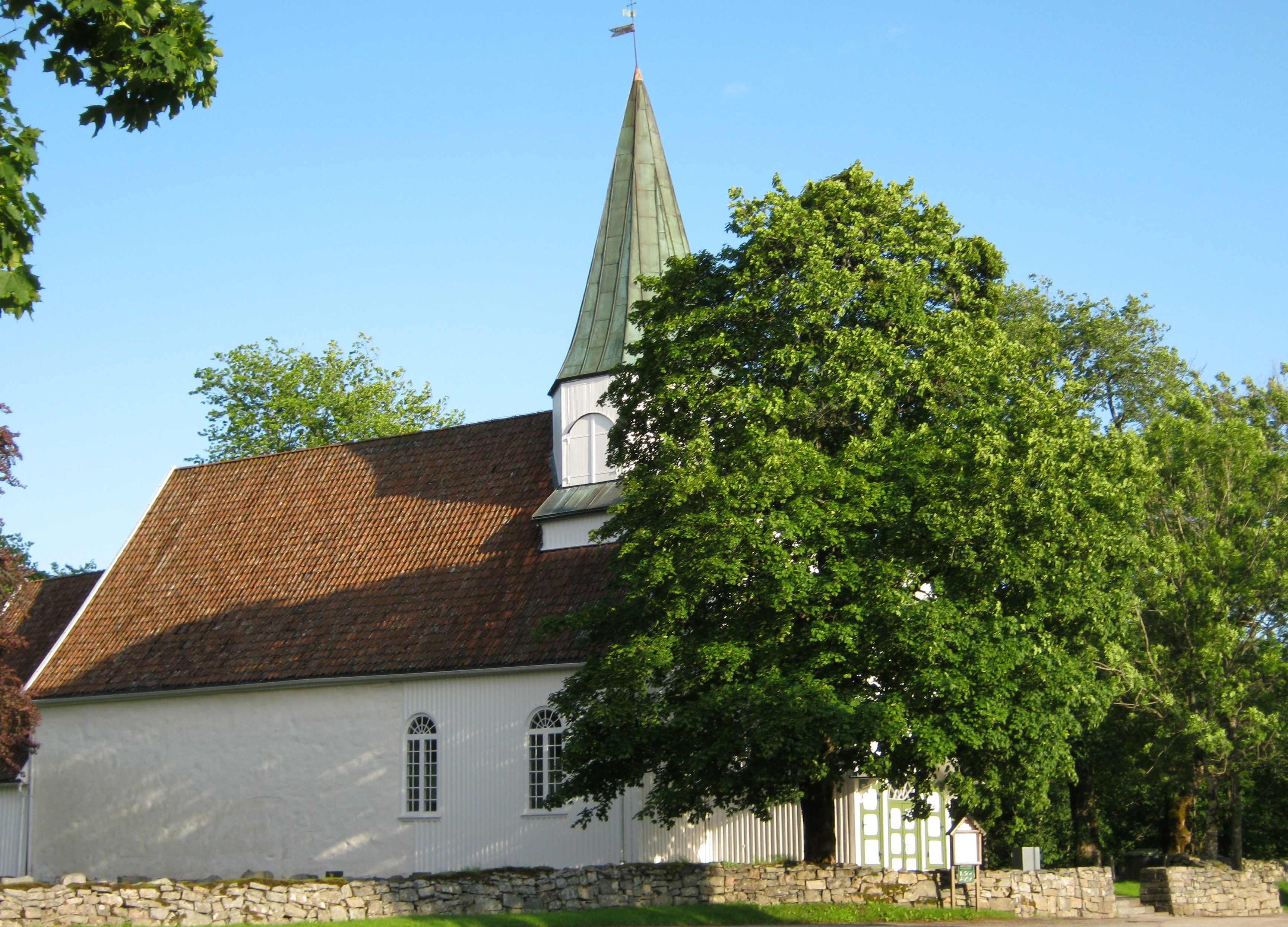
Tveits kyrka.